# مقبرة 7
مقبرة 7 وتعرف عالميا باسم KV7، تقع في وادي الملوك وهي المثوى الأخير للفرعون المصري القديم رمسيس الثاني والمعروف باسم (رمسيس الأكبر) ثالث ملوك الأسرة التاسعة عشر، وهي تقع في الوادي الرئيسي أمام مقبرة 5 والتي تضم أبنائه، وبالقرب من مقبرة ابنه وخليفته مرنبتاح (مقبرة 8). يعتقد أن موقع المقبرة تضرر للغاية نتيجة فيضانات النيل السنوية.

## الزخارف والتصميم
اتبع تصميم المحور المقوس في تشييد هذه المقبرة على النمط المتبع في تشييد مقابر أوائل ملوك الأسرة الثامنة عشر، وقد عانت حجرة الدفن من انهيار أرضي بوسطها كما تم العثور على فجوات في السقف، وأغلب زخارف المقبرة دمرت بصورة يصعب ترميمها، إلا أن البقية الباقية دلت على أن الزخارف مستوحاة من كتاب البوابات وكتاب الآخرة وصلاة رع و طقوس فتح الفم.
وتم نقل المومياء مؤقتًا إلى خبيئة الدير البحري، وأعيد استخدام المقبرة خلال عصر الأضمحلال الثالث والعصر الروماني للدفن وكمزار سياحي.

## المطبوعات
- Reeves, N., and R. H. Wilkinson. The Complete Valley of the Kings. London: Thames and Hudson, 1996.
- Siliotti, A. Guide to the Valley of the Kings and to the Theban Necropolises and Temples. Cairo: A.A. Gaddis, 1996.
- Leblanc, Christian. "The Tomb of Ramesses II and Remains of his Funerary Treasure." Egyptian Archaeology 10 (1997): 11-13.

## وصلات خارجية
- مشروع تخطيط طيبة: مقبرة 7.